# Adenocarcinom
Adenocarcinom är en elakartad (malign) tumör av typen carcinom, när den uppträder i körtelvävnad (adenom). Cancercellerna vid adenocarcinom är bildade av epitelceller, och tumörerna som de bildar är körtelartade. Adenocarcinom kan uppkomma i alla organ som fungerar som körtlar, och således orsaka bland annat lungcancer, prostatacancer, tunntarmscancer, tjocktarmscancer, magcancer, bröstcancer, livmoderscancer, livmoderhalscancer, urinvägscancer, muncancer, och bukspottkörtelcancer. Sarkom i körtelvävnad kallas i stället adenosarkom, vilket också är en elakartad tumörtyp.
Alla carcinom i hormonkörtlar och exokrina körtlar är definitionsmässigt adenocarcinom, men endokrina carcinom som karcinoider brukar hellre kallas neuroendokrina tumörer. 
Utifrån histologisk typ kan adenocarcinom indelas i klarcellsadenokarcinom, acinärcellskarcinom, papillärt adenokarcinom, bronkiolo-alveolär adenokarcinom, med mera.